# Progomphus
Progomphus är ett släkte av trollsländor. Progomphus ingår i familjen flodtrollsländor.

## Bildgalleri

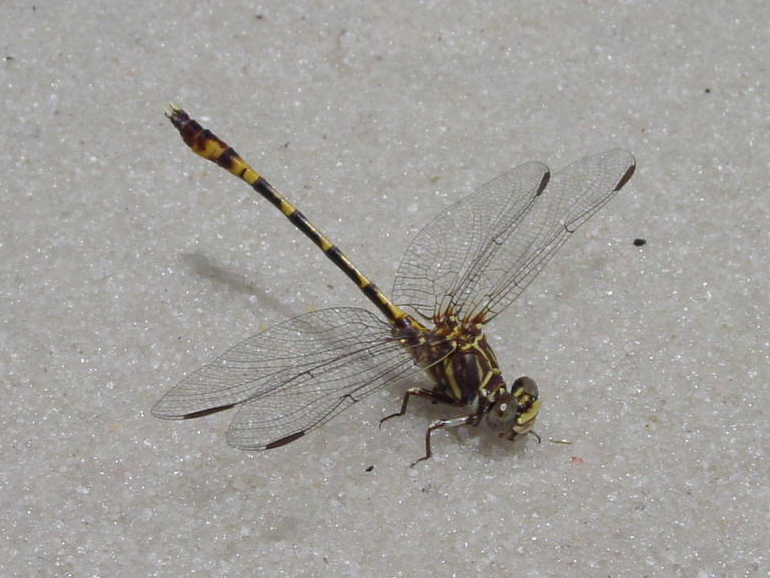

## Dottertaxa tillProgomphus, i alfabetisk ordning[1]
- Progomphus abbreviatus
- Progomphus aberrans
- Progomphus adaptatus
- Progomphus alachuensis
- Progomphus amarillus
- Progomphus amazonicus
- Progomphus angeloi
- Progomphus anomalus
- Progomphus approximatus
- Progomphus auropictus
- Progomphus australis
- Progomphus basalis
- Progomphus basistictus
- Progomphus bellei
- Progomphus belyshevi
- Progomphus bidentatus
- Progomphus boliviensis
- Progomphus borealis
- Progomphus brachycnemis
- Progomphus clendoni
- Progomphus complicatus
- Progomphus conjectus
- Progomphus costalis
- Progomphus delicatus
- Progomphus dorsopallidus
- Progomphus elegans
- Progomphus fassli
- Progomphus flinti
- Progomphus formalis
- Progomphus geijskesi
- Progomphus gracilis
- Progomphus guyanensis
- Progomphus herrerae
- Progomphus incurvatus
- Progomphus integer
- Progomphus intricatus
- Progomphus joergenseni
- Progomphus kimminsi
- Progomphus lepidus
- Progomphus longistigma
- Progomphus maculatus
- Progomphus marcelae
- Progomphus mexicanus
- Progomphus microcephalus
- Progomphus montanus
- Progomphus nervis
- Progomphus nigellus
- Progomphus obscurus
- Progomphus occidentalis
- Progomphus perithemoides
- Progomphus perpusillus
- Progomphus phyllochromus
- Progomphus pijpersi
- Progomphus polygonus
- Progomphus pygmaeus
- Progomphus racenisi
- Progomphus recticarinatus
- Progomphus recurvatus
- Progomphus risi
- Progomphus serenus
- Progomphus superbus
- Progomphus tantillus
- Progomphus tennesseni
- Progomphus tibialis
- Progomphus victor
- Progomphus virginiae
- Progomphus zephyrus
- Progomphus zonatus